# Senza fine 98-09 - The Greatest Hits
Senza fine 98-09 - The Greatest Hits è una raccolta dei Gemelli DiVersi pubblicata il 20 febbraio 2009.

## Il disco
Il disco comprende i brani più famosi della band attiva dal 1998. La compilation raggiunge il traguardo del disco d'oro superando le 35 000 copie vendute e in essa sono presenti tre inediti. La band ha partecipato alla 59ª edizione del Festival di Sanremo con il singolo Vivi per un miracolo.

## Tracce
1. Vivi per un miracolo (inedito) – 4:12
2. Senza fine (inedito) (feat. J-Ax, Space One & DJ Zak) – 5:34
3. Nessuno è perfetto (inedito) – 4:33
4. Un attimo ancora (feat. Jenny B) – 3:54
5. Ciò che poteva essere – 4:24
6. Sarà il cemento – 4:25
7. Musica – 4:00
8. Chi sei adesso – 4:22
9. Anima gemella (feat. Eros Ramazzotti) – 3:58
10. Tu no – 3:48
11. Mary – 4:43
12. Tu corri! – 4:24
13. Un altro ballo – 4:06
14. Fotoricordo – 3:57
15. Istruzioni per l'(ill)uso – 4:13
16. Icaro – 4:06
17. Bboy-Bband Revolution (feat. Rezophonic) – 4:37